# トライアンフ・GT6

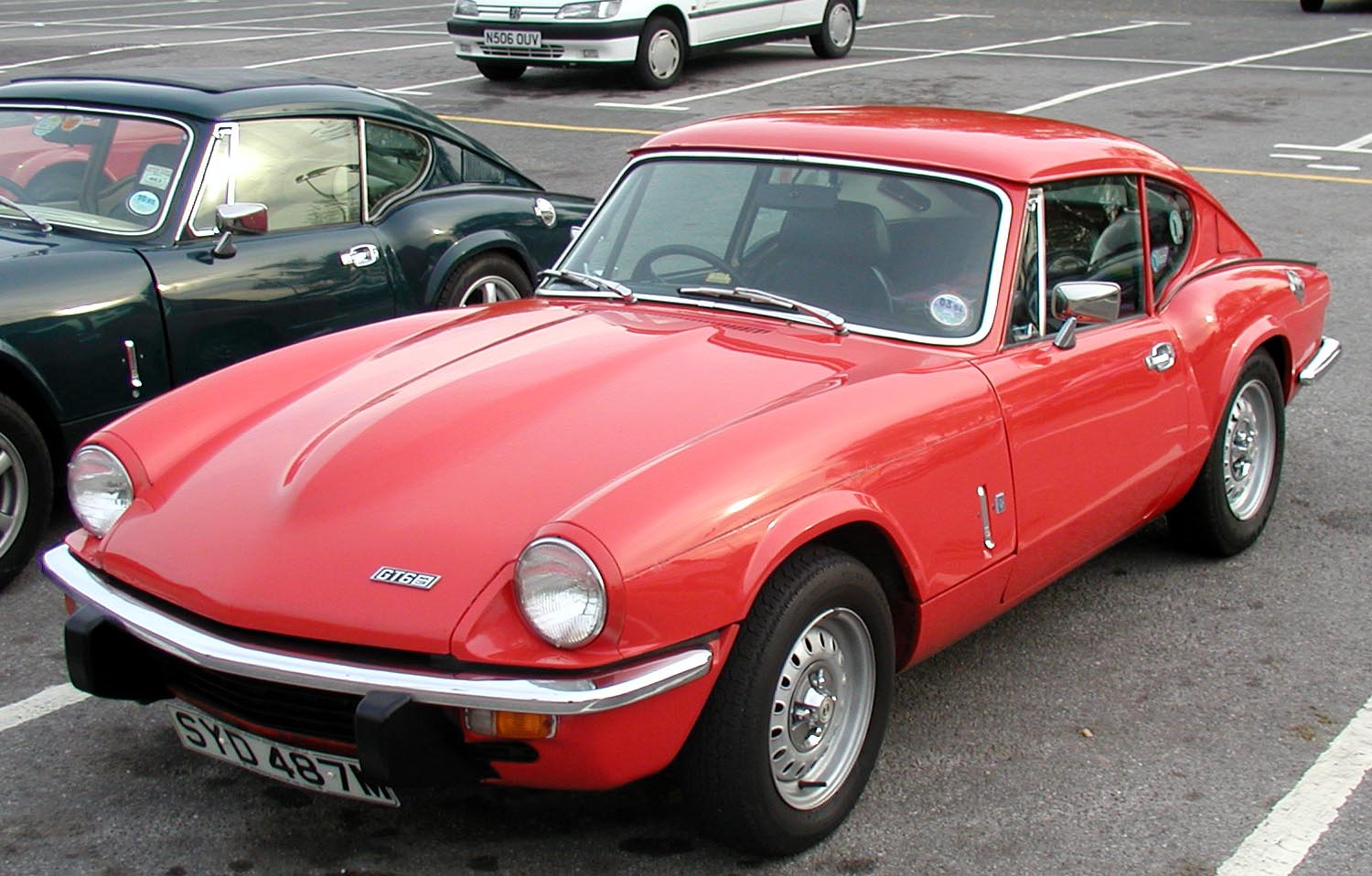
GT6 マーク3

トライアンフ・GT6とは、イギリスの自動車メーカー・ブリティッシュ・レイランド（BLMC、1975年に国営化されて以降はBL）のトライアンフ部門が製造していたスポーツカーのこと。

## 開発経緯
1963年初頭にジョヴァンニ・ミケロッティがトライアンフから、スピットファイアマーク2をベースにしたGTのデザインを依頼された。そして同年末にプロトタイプが披露されたが、デザインは好評だったものの、ボディによる余計な重量増加のせいで、スピットファイアの1147ccエンジンのままでは走行性能は悪かった。そのため、このプロトタイプの生産はお蔵入りとなった。
しかし、ミケロッティのデザインしたプロトタイプのボディは、エアロダイナミクスを考慮してファイバーグラス製FRPで再設計され、レース用に改造されたスピットファイアに移植された。このマシンは1965年のル・マン24時間レースでグループ1位になるなど、成功を収めた。
レースと市販車生産で成果をあげたことで、トライアンフは一度お蔵入りにした前述のプロトタイプの生産を再検討するようになった。重いボディからくる走行性能の悪化を克服するため、スピットファイアの直列4気筒エンジンを、ビテスに搭載されていた2.0L直列6気筒エンジンに取り替えた（ビテスはスピットファイア、ヘラルドとシャシーを共有していた）。ほかにもさらなる改良が重ねられ、最終的にこのプロトタイプは「GT6」と名づけられた。これは、この自動車のGTとしてのスタイルと、直列6気筒エンジンを搭載していることから付けられた。
実際はGT6とレース用スピットファイアはまったく違う過程をたどって開発されたが、トライアンフはGT6を「ル・マンで優勝したスピットファイア」を改良した車両としてGT6を宣伝した。結局宣伝は成功を収め、多くの人々がル・マンのスピットファイアがGT6であると信じていた。

## マーク1（1966 - 1969年）
GT6マーク1の生産は1966年から始まった。
ボディは、リアハッチを搭載した流線型のファストバックとし、その姿からGT6は「プアマンズEタイプ」と呼ばれた。GT6は本来2シーターだったが、2+2シーターもオーダーが可能だった（+2シーターは子供が乗るのには十分な大きさだった）。ベースがスピットファイアだったためそれとの類似点は多々あったが、ボディパネルに関しては1つも共有しているものが無かった。これは直列6気筒エンジンを搭載するため、新たなボンネットが必要だったことなどが要因である。
エンジンは95hpを発生する直列6気筒エンジンで、ラジエターはスピットファイアのものではなく新たなものを、より前方に搭載した。ミッションは4MTで、ギアボックスはビテスのものを流用した。フロントサスペンションもより重いエンジンを支えるため改良された。インテリアは木製ダッシュボード、ヒーター付きカーペットなどの充実した装備を備えていた。
発売されたGT6は最高時速171km/hと、0-60mph加速が11.7秒と、同クラスのMGB GTより若干高いパフォーマンスを発揮した。ユニット全体もMGB GTより比較的扱いやすかった。しかしGT6の唯一の欠点はリアサスペンションだった。リアサスペンションはスピットファイアのスイングアクスルを流用していたが、そもそもこのサスペンションはヘラルドのもので、より高出力なGT6の足回りを支えきれず、故障することもあった。
ハンドリングに関しては、トライアンフの主要市場であったアメリカ合衆国で特にひどく批判された（この批判は、同じエンジンと似たようなハンドリングの問題を抱えていたビテスにも見られた）が、トライアンフは開発段階でこのリアサスペンションに関しては何も対策は施していなかった。

## マーク2（1968 - 1970年）

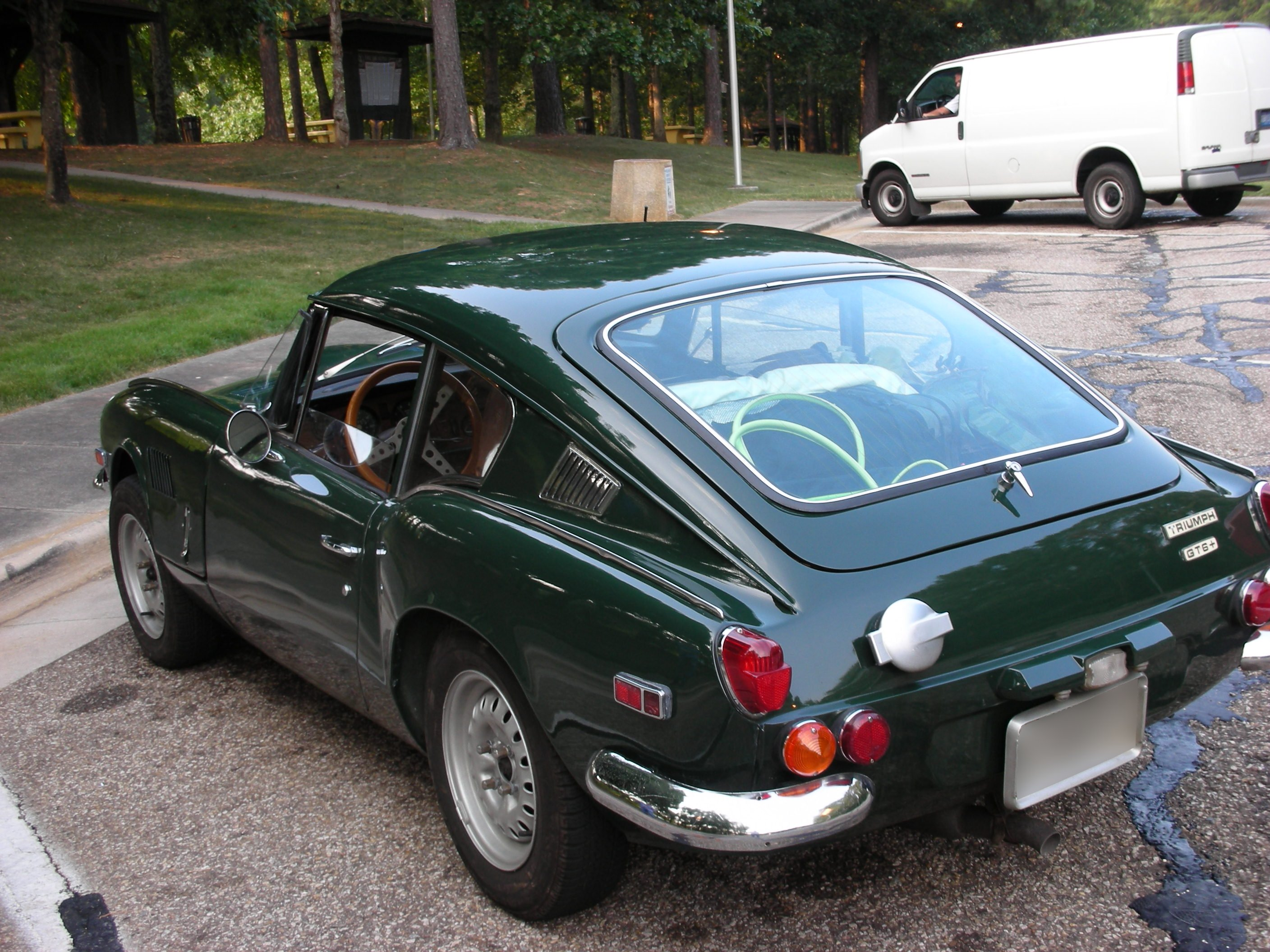
GT6 マーク2

アメリカでの評判を確保するためには、トライアンフは上記の問題を解決する必要があった。そして1968年、GT6マーク2（アメリカでは「GT6+」として知られた）にモデルチェンジした。
マーク1のスイングアクスルにロトフレックスを使用するなどの改良を施し、ハンドリングの改善に努めた。他にも、新しい衝突規制に適合するためフロントバンパーの位置を上げるなど、ボディにも改良が施された。
エンジンも改良が施され、104bhpまで出力が上げられた。インテリアに関しても換気装置の改良などが施された。
操作性はだいぶ改善され、ハンドリングに関する評価も上がった。

## マーク3（1970 - 1973年）

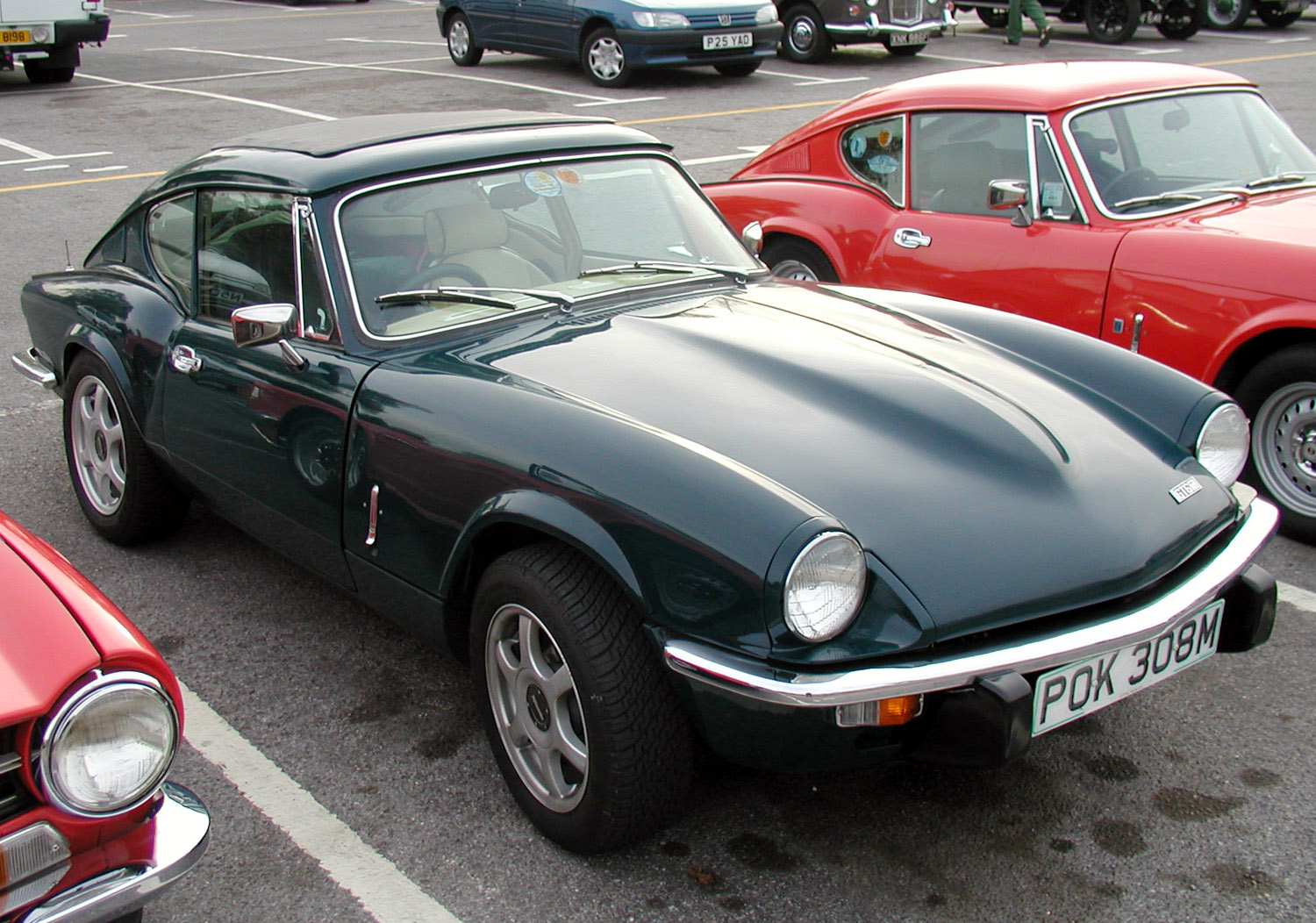
GT6 マーク3

マーク3は1970年から発売された。ベースのスピットファイアマーク4にあわせてボディ全体が修正された。
1973年にはリアサスペンションがさらに改良され、機能的でより経済的なスウィングスプリングレイアウトを採用した。さらにブレーキサーボも加えられ、シートもビニールから布に材質が変更された。他にも広範囲なオプションが用意された。
走行性能に関してはマーク2と大差は無く、最高時速188km/h、0-60mph加速は10.1秒と、ライバルとしていたMGB GTともそれほど性能差はなかった（最高時速169km/h、0-60mph加速約13秒）。しかし運悪く、アメリカでの最終モデルは低オクタン価ガソリンに対応しきれず、圧縮比が低下して、走行性能も低下した。
マーク2以降のGT6に対する評判は上々だったが、GT6の販売台数は見込んでいたより低いもので、市場においてはMGBのほうがGT6より総合的に勝っていた。また、コンバーチブルの生産を希望する声もあったが、最後までコンバーチブルの生産は行なわれず、ついに1973年に生産を終了した。
GT6は今でも人気は高く、しばしばアメリカやイギリスなどのクラシックカー走行会でもその姿を見かけることが多い。パーツも多くのトライアンフ車と共有されており、GT6の現存率は他のクルマと比べても比較的高い。また、コンバーチブルバージョンは最後まで生産されなかったが、オーナーの中には自分で改造してコンバーチブルとした者もいる。